# Brighton (stacja kolejowa)
Brighton – najważniejsza stacja kolejowa w Brighton, na południowym wybrzeżu Wielkiej Brytanii. Obecnie każdy pociąg dojeżdżający do Brighton kończy tutaj swój bieg. Stacja obsługuje ok. 11 228 212 pasażerów rocznie (dane za rok 2021/2022).

## Historia
Stacja została wybudowana w 1840 przez London and Brighton Railway. Początkowo łączyła Brighton z Shoreham-by-Sea (wzdłuż wybrzeża na zachód), a wkrótce potem z Londynem (na północ) i Lewes (na północny wschód). W 1846 roku powstały połączenia do Hastings i Portsmouth.

## Odjazdy pociągów
Firma Southern jest zarządcą stacji i obsługuje najwięcej pociągów. Pozostali przewoźnicy to Thameslink i First Great Western.

### Southern
Składami Southern można dostać się do Londynu oraz na południowy zachód i południowy wschód państwa:
- 1 p/h do Portsmouth;
- 1 p/h do Southampton;
- 2 p/h do West Worthing (tylko od poniedziałku do soboty);
- 2 p/h do Hove (tylko od poniedziałku do soboty);
- 3 p/h do Londynu (w niedziele tylko 2 p/h);
- 1 p/h do Ashford International (pociąg zmienia kierunek w Eastbourne);
- 1 p/h do Ore (ten pociąg także zmienia kierunek w Eastbourne) (tylko od poniedziałku do soboty);
- 1 p/h do Lewes (tylko od poniedziałku do soboty);
- 2 p/h do Seaford.

Firma Gatwick Express (należąca do Southern) zazwyczaj obsługuje pociągi między lotniskiem Gatwick a Londynem. Niektóre pociągi kontynuują swą trasę do Brighton (a także z niej wyjeżdżają): 6 pociągów dziennie wyjeżdża z Brighton (wcześnie rano), a 8 pociągów tu przyjeżdża (2 rano, 6 wieczorem).

### Thameslink
Firma Thameslink obsługuje następujące pociągi:
- 2 p/h do Bedford przez Londyn;
- 2 p/h do Londynu (tylko od poniedziałku do soboty).

### First Great Western
Firma First Great Western obsługuje tylko kilka pociągów dziennie:
- 1 p/d do Great Malvern (pociąg zmienia kierunek w Bristol Temple Meads) (tylko od poniedziałku do soboty);
- 1 p/d do Bristol Temple Meads (w niedziele 2 p/d);
- 1 p/d do Cardiff Central (tylko w niedziele);
- 1 p/d do Portsmouth Harbour (tylko w niedziele).

p/h = pociąg na godzinę 
 p/d = pociąg na dzień

## Tabela odjazdów
| Poprzednia stacja | Przewoźnik     | Przewoźnik                                                   | Przewoźnik | Następna stacja |
| ----------------- | -------------- | ------------------------------------------------------------ | ---------- | --------------- |
| Stacja końcowa    |                | Southern West Coastway Line                                  |            | Hove            |
| Stacja końcowa    |                | Southern Brighton Main Line                                  |            | Preston Park    |
| Stacja końcowa    | Hassocks       | Southern Brighton Main Line                                  |            |                 |
| Stacja końcowa    | East Croydon   | Southern Brighton Main Line                                  |            |                 |
| Stacja końcowa    |                | Southern East Coastway Line                                  |            | London Road     |
| Stacja końcowa    | Lewes          | Southern East Coastway Line                                  |            |                 |
| Stacja końcowa    |                | Thameslink Thameslink Route                                  |            | Preston Park    |
| Stacja końcowa    | Hassocks       | Thameslink Thameslink Route                                  |            |                 |
| Stacja końcowa    | Burgess Hill   | Thameslink Thameslink Route                                  |            |                 |
| Stacja końcowa    |                | First Great Western West Coastway Line Tylko wybrane pociągi |            | Hove            |
| Stacja końcowa    |                | Southern Gatwick Express Tylko wybrane pociągi               |            | Preston Park    |
| Stacja końcowa    | Hassocks       | Southern Gatwick Express Tylko wybrane pociągi               |            |                 |
| Stacja końcowa    | Burgess Hill   | Southern Gatwick Express Tylko wybrane pociągi               |            |                 |
| Stacja końcowa    | Haywards Heath | Southern Gatwick Express Tylko wybrane pociągi               |            |                 |

## Galeria zdjęć

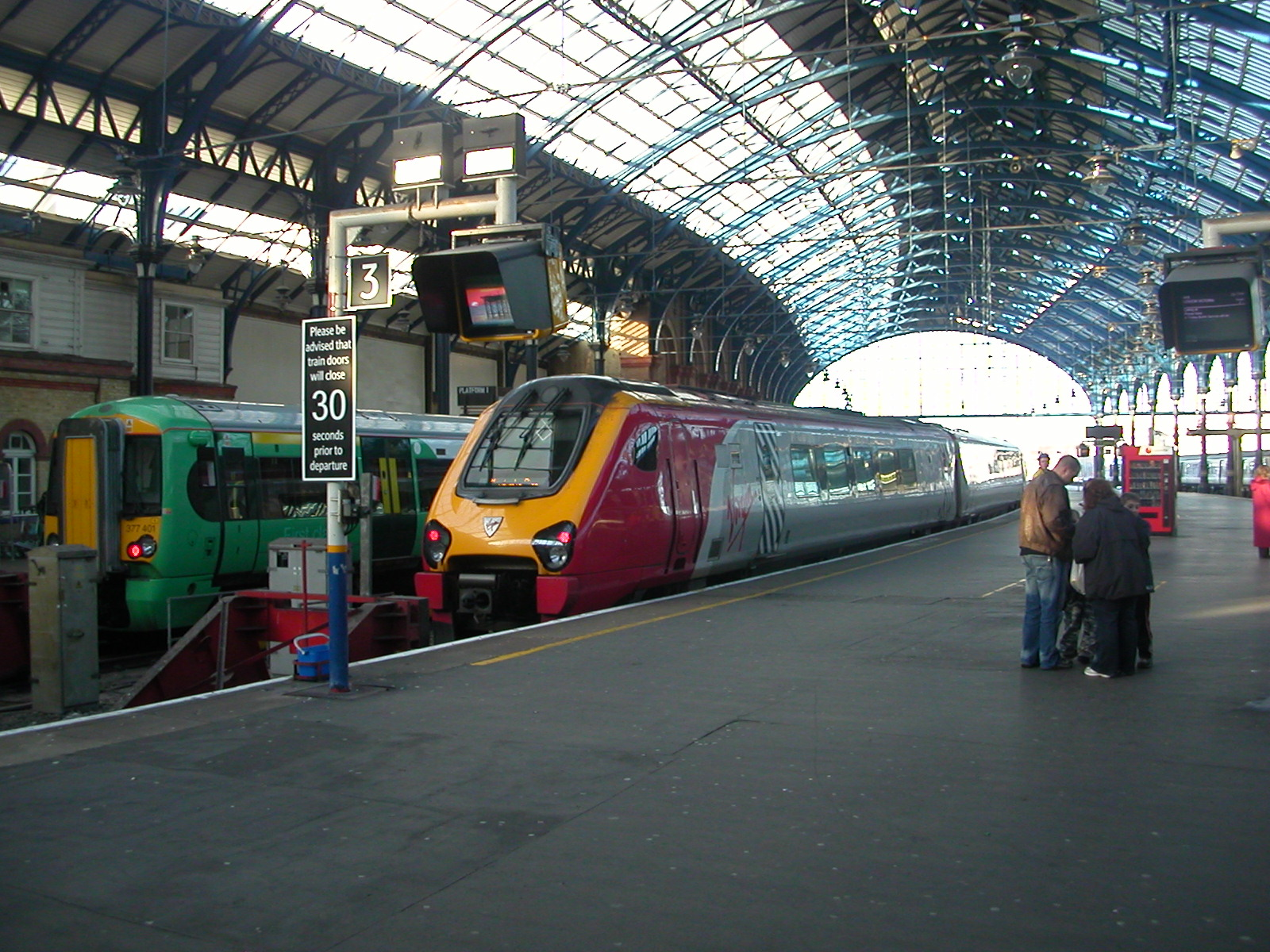
Pociąg firmy Virgin Trains w Brighton w 2006 roku (obecnie nie kursuje)